# Дискин, Иосиф Евгеньевич
Иосиф Евгеньевич Дискин (род. 10 июня 1948, Москва, РСФСР, СССР) — советский и российский экономист и социолог, доктор экономических наук (1990), заместитель председателя научного совета Всероссийского центра изучения общественных мнений (ВЦИОМ). Профессор НИУ ВШЭ (с 2007 года). Председатель комиссии ОПРФ по гармонизации межнациональных и межрелигиозных отношений.

## Биография
В 1971 году окончил факультет экономической кибернетики Московского института народного хозяйства (МИНХ) им. Г. В. Плеханова по специальности «Экономика и управление» с квалификацией «экономист-математик». С 1973 по 1977 год был членом Московского городского совета молодых учёных и специалистов МГК ВЛКСМ.
С 1974 по 1982 год работал старшим научным сотрудником, заведующим сектором, заведующим отделом в Государственной библиотеке им. В. И. Ленина. 
В 1977 году защитил в Центральном экономико-математическом институте АН СССР кандидатскую диссертацию на тему «Использование методов распознавания образов в управлении организационными системами», получив тем самым учёную степень кандидата экономических наук.
С 1982 по 1988 год возглавлял отдел экономико-математического моделирования в научно-исследовательской лаборатории Государственного института «Гипротеатр» Министерства культуры СССР.
С 1988 года по настоящее время руководит лабораторией социально-экономических проблем культуры в Институте социально-экономических проблем народонаселения РАН, в 1988—2003 годах был заместителем директора Института по научной работе. 
В 1990 году защитил во Всесоюзном научно-исследовательском институте системных исследований АН СССР докторскую диссертацию на тему «Социально-экономические проблемы культуры и средства массовой информации», получив тем самым учёную степень доктора экономических наук.
С 1991 по 1993 год был приглашённым исследователем Центра «Запад-Восток» Университета Дьюка (США).
С 1992 по 1993 год был в составе Координационного совета общественно-политического движения «Гражданский союз». Подписал Письмо пятидесяти пяти, в составе группы общественных деятелей участвовал в событиях сентября — октября 1993 года в Москве[уточнить].
С 1995 по 2000 год был советником Председателя Совета Федерации ФС РФ на общественных началах, членом Консультативного совета Совета Федерации ФС РФ. С 1997 по 1999 год был членом Политического совета Общероссийской общественно-политической организации «Отечество — Вся Россия».
С 1998 по 2003 год занимал должность генерального директора ЗАО «Констеллейшн 3-Ди Восток».
С 2003 года занимает пост президента ЗАО «ФЛУРИНТЕК» и является главным научным сотрудником Института народонаселения РАН.
С 2004 по 2007 год был научным руководителем, председателем Научно-экспертного совета Всероссийского центра изучения общественного мнения (ВЦИОМ).
С 2007 года по настоящее время является заместителем председателя Научно-экспертного совета ВЦИОМ.
С 2008 года является членом Общественной палаты России.
С 2003 года по настоящее время является сопредседателем Межрегиональной общественной организации «Совет по национальной стратегии».
С 2012 по 2016 год был членом Совета при Президенте Российской Федерации по развитию гражданского общества и правам человека.
Также является членом редакционной коллегии журнала РАН «Общественные науки и современность» (с 1988); членом редакционной коллегии журнала «Мониторинг общественного мнения: экономические и социальные перемены» (с 2004); членом редакционного совета журнала «Гражданский диалог» (с 2008); членом Союза дизайнеров России (с 2007).
Награждён медалью «В память 850-летия Москвы» (1997),  благодарностью Президента Российской Федерации (2014), почётным знаком «За укрепление межнационального мира и согласия» (Дагестан, 2018).